# Alfredo Marcondes
21°57′19″N 51°24′48″T / 21,95528°N 51,41333°T

Vị trí của Alfredo Marcondes trong bang São Paulo

Alfredo Marcondes là một đô thị ở bang São Paulo, Brasil. Đô thị này có dân số (năm 2007) là 3.851 người, diện tích là 119,504 km², mật độ dân số 32,2 người/km². 
Theo điều tra năm 2000, Alfredo Marcondes có 3.697 dân, dân số đô thị là 2.672, nông thôn là 1.025, nam giới là 1.881, nữ giới là 1.816, chỉ số phát triển con người 0,799, tuổi thọ bình quân 76,19 năm, tỷ lệ biết đọc biết viết là 88,8% dân số, tỷ lệ sinh 1,87 trẻ/bà mẹ, tỷ lệ trẻ dưới 1 tuổi tử vong là 7,98/1 triệu trẻ. 